# Meletie Răuțu
Meletie Răuțu (n. 12 februarie 1858, Zlătunoaia, județul Botoșani – d. 12 iunie 1938, Râmnicu Vâlcea) a fost un teolog, publicist și activist cultural român. Ca preot a servit în județele Vâlcea și Satu Mare. A fost cel care a reînființat prima parohie ortodoxă din municipiul Satu Mare, în anul 1919, fiind și primul protopop ortodox din acest județ. În timpul participării României la Primul Război Mondial a fost mobilizat ca preot militar al Brigăzii 3 Roșiori.
A publicat două lucrări cu caracter monografic, una dedicată orașului Soroca iar alta județului Vâlcea, precum și o serie de articole în periodice religioase, politice și de cultură.
S-a implicat în viața social-culturală, fiind cel care a înființat prima grădiniță de copii din județul Vâlcea, în 1908, și a filialei din Râmnicu Vâlcea a Ligii pentru Unitatea Culturală a tuturor Românilor.

## Activitate
S-a născut pe 12 februarie 1858 în satul Zlătunoaia din comuna Lunca din județul Botoșani.:p. 86 A absolvit Seminarul teologic „Veniamin Costachi” din Iași în anul 1884, pe timpul studiilor activând ca paracliser și cântăreț la paraclisul seminarului. Între 1884–1888 a lucrat ca maestru de muzică la Școala „Costăchească” din Lupeni. Din 1888 s-a transferat ca prim cântăreț la Catedrala Episcopiei Râmnicului Noul-Severin.:p. 42
A fost hirotonit preot, în 1902 de către episcopul Argeșului, Gherasim Timuș.:p. 43 A participat la Primul Război Mondial pe toată perioada luptelor, ca preot confesor al Brigăzii 3 Roșiori, fiind distins cu Ordinul „Coroana României”, Crucea Comemorativă a Războiului 1916-1918 și Medalia „Răsplata Muncii pentru biserică”.:p. 86
Pe timpul participării Brigăzii 3 Roșiori la acțiunile militare postbelice, în 1919 ajunge la Satu Mare, unde la 25 noiembrie 1920, a primit aprobarea pentru înființarea primei parohii ortodoxe, cu hramul  “Adormirea Maicii Domnului”. Pe timpul cât a activat ca protopop a început construirea catedralei  Catedralei Adormirea Maicii Domnului din localitate.:p. 86
A fost profesor de muzică la diferite instituții școlare, iar din 1902 fost profesor la liceul “Alexandru Lahovary” din Râmnicu-Vâlcea.:passim:passim 
S-a implicat activ în activitățile social-culturale, înființând la 20 aprilie 1908, cu sprijinul Societății Cooperative „Providența”, prima „Grădină de copii” din Râmnicu Vâlcea, în curtea bisericii „Toți Sfinții”, unde era paroh. De asemenea, a fost inițiatorul constituirii filialei din Râmnicu Vâlcea a Ligii pentru Unitatea Culturală a tuturor Românilor.
Pe plan politic s-a manifestat ca un adept a lui Nicolae Iorga, înființând și conducând filiala Partidului Naționalist-Democrat din Satu Mare, precum și organul său local de presă, revista România Mare.:p. 44
A publicat două lucrări în volum: Monografia eclesiastică a jud. Vâlcea, apărută în 1908 și Cetatea cu Monografia orașului Soroca, în 1932.:passim A mai colaborat cu articole la primul cotidian sătmărean de limbă română - Granița și în revista Menirea Preotului din Râmnicu Vâlcea.:p. 44

## Lucrări publicate
- Cetatea cu ”Monografia” orașului ”Soroca” : Patru biserici cu diverse inscripțiuni și 49 documente vechi - răzășești basarabene, Tipografia Diecezană, Oradea, 1932[5]
- Monografia eclesiastică a jud. Vâlcea. Cu privire la monumentele religioase precum și la viața morală și religioasă a poporului, alcătuită cu ocaziunea jubileului a 40 ani de domnie a Maestăței Sale Carol 1-iu Regele României, de Icomonul stavrofor, Meletie Răuțu, Protoereu al jud. Vâlcea. R.-Vâlcea (Imprimeria Județului și a Comunei R.-Vâlcea), 1908.[6]

## Distincții
- Ordinul „Coroana României”, în grad de ofițer
- Crucea Comemorativă a Războiului 1916-1918
- Fișier:Răsplata muncii pentru biserică.png Medalia „Răsplata Muncii pentru biserică”, clasa I-a[2]:p. 43

## Legături externe
- Protopopiatul Ortodox Satu Mare, Istoricul parohiei Satu Mare 1